# Borealis
Borealis AG är den näst största tillverkaren av polyeten (PE) och polypropen (PP) i Europa och nummer åtta i världen. Huvudkontoret ligger i Wien i Österrike. Borealis AG ägs till 25% av International Petroleum Investment Company (IPIC), ett statligt företag i Abu Dhabi, och till 75% av österrikiska OMV AG.

## Översikt
Borealis är ett internationellt företag som tillverkar polyeten- (PE) och polypropen- (PP) produkter för sektorerna infrastruktur, fordonsindustri och förpackningar. Dessa plaster konverteras av kunderna till många olika produkter, som t.ex. matförpackningar, medicinska produkter, blöjor, energi- och kommunikationskablar, vatten- och avloppsrör samt fordonsdetaljer.
Med en nettovinst 2016 på 1.107 miljoner euro och 6.600 anställda, Borealis huvudkontor ligger i Wien i Österrike och verksamheter framför allt i Europa med produktionsanläggningar i Belgien, Centraleuropa (Österrike och Tyskland), Finland och Sverige. Företaget har även kompounderingsanläggningar i Brasilien, Italien och USA, två innovationcenter, ett europeiskt Innovation Headquarters samt kundservicecenter i flera länder.
Förutom huvudprodukter polyolefiner, under samlingsnamnen PE (polyeten) och PP (polypropen), producerar Borealis även kolväten - eten, propen och fenol. Genom förvärvet av Agrolinz Melamine International (AMI) har företaget utökat sin produktportfölj med melamin och gödningsmedel.

## Historik
Borealis bildades 1994 genom samgående av finländska Neste och norska Statoil (numera Equinor). År 1998 inkluderades OMV:s petrokemidel. OMV och IPIC tog över Nestes 50-procentiga ägarandel. År 2005 sålde Statoil sin andel av Borealis och ett år senare, i juni 2006, flyttades huvudkontoret från Köpenhamn till Wien. International Petroleum Investment Company (IPIC) i Abu Dhabi äger 64% av företaget och resterande 36% ägs av OMV, ett integrerat, internationellt olje- och gasföretag.

## Borstar teknologi
Företaget använder sin egen teknologi Borstar PE och PP för att designa molekylstrukturerade material.

## Borouge
Borouge är Borealis samriskföretag med Abu Dhabi National Oil Company (ADNOC). Dess verksamhet finns i Ruwais i Abu Dhabi (Förenade Arabemiraten) och består av tre anläggningar.

## Borealis i Sverige
Dess svenska verksamhet är lokaliserad i Stenungsund och ingår i det kemiklustret som finns där. Borealis i Stenungsund driver Sveriges enda kracker- och polyetenanläggning och producerar plastprodukter (polyeten) för användning inom framför allt kabel- och rörindustrin. I Stenungsund finns också ett forskningscenter för kabelprodukter.